# Quercus fabrei
Quercus fabrei — вид рослин з родини Букові (Fagaceae); поширений на сході Азії.

## Опис
Дерево або зрідка великий чагарник до 20 м заввишки, листопадне. Стовбур до 1 м в діаметрі. Крона округла. Кора сірувато-коричнева. Гілочки густо сіро запушені. Листки 6–15 × 2.5–10 см, шкірясті, овальні; верхівка округла з невеликим загостреним наконечником; основа клиноподібна або вузько закруглена; край хвилястий, зубчастий; зверху темно-зелені, тьмяні, голі; знизу світло-сіро-коричнево запушені; ніжка листка завдовжки 3–5 мм, жовто-коричнево запушена; червоні листки восени. Жіночі суцвіття 1–4 см. Жолудь довгастий, голий, завдовжки 1.8–2.2 см, завширшки 0.5–1 см; чашечка сидяча, вкриває горіх на 1/3 довжини, 1 см ушир; дозріває через 1 рік.
Період цвітіння: квітень; період плодоношення: жовтень.

## Середовище проживання
Поширений на сході Азії (Корея, Китай, Гонконг).
Населяє змішані мезофітні ліси; <100–1900 м.